# Skate America 2013
Navigation
Édition précédente Édition suivante
Le Skate America est une compétition internationale de patinage artistique qui se déroule aux États-Unis au cours de l'automne. Il accueille des patineurs amateurs de niveau senior dans quatre catégories: simple messieurs, simple dames, couple artistique et danse sur glace.
Le trente-deuxième Skate America est organisé du 18 au 20 octobre 2013 à la Joe Louis Arena de Détroit dans le Michigan. Il est la première compétition du Grand Prix ISU senior de la saison 2013/2014.

## Résultats

### Messieurs

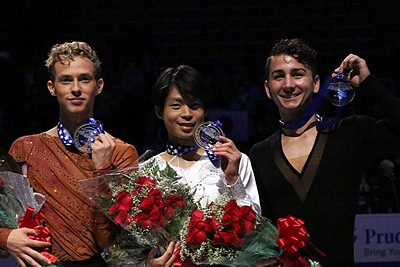
Podium des Messieurs

| Rang | Nom               | Pays       | Points | Programme court | Programme court | Programme libre | Programme libre |
| ---- | ----------------- | ---------- | ------ | --------------- | --------------- | --------------- | --------------- |
| 1    | Tatsuki Machida   | Japon      | 265.38 | 1               | 91.18           | 1               | 174.20          |
| 2    | Adam Rippon       | États-Unis | 241.24 | 3               | 83.78           | 3               | 160.98          |
| 3    | Max Aaron         | États-Unis | 238.36 | 6               | 75.78           | 2               | 162.45          |
| 4    | Daisuke Takahashi | Japon      | 236.21 | 5               | 77.09           | 4               | 159.12          |
| 5    | Jason Brown       | États-Unis | 231.03 | 2               | 77.71           | 6               | 147.25          |
| 6    | Takahiko Kozuka   | Japon      | 230.95 | 4               | 77.75           | 5               | 153.20          |
| 7    | Alexander Majorov | Suède      | 208.72 | 7               | 74.97           | 8               | 133.75          |
| 8    | Artur Gachinski   | Russie     | 208.16 | 8               | 69.81           | 7               | 138.35          |

### Dames

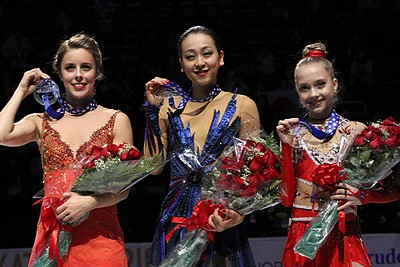
Podium des Dames

| Rang | Nom                    | Pays       | Points | Programme court | Programme court | Programme libre | Programme libre |
| ---- | ---------------------- | ---------- | ------ | --------------- | --------------- | --------------- | --------------- |
| 1    | Mao Asada              | Japon      | 204.55 | 1               | 73.18           | 1               | 131.37          |
| 2    | Ashley Wagner          | États-Unis | 193.81 | 2               | 69.26           | 2               | 124.55          |
| 3    | Elena Radionova        | Russie     | 183.95 | 3               | 67.01           | 4               | 116.94          |
| 4    | Elizaveta Tuktamysheva | Russie     | 176.75 | 9               | 53.20           | 3               | 123.55          |
| 5    | Samantha Cesario       | États-Unis | 167.98 | 8               | 53.51           | 5               | 114.47          |
| 6    | Maé-Bérénice Méité     | France     | 167.35 | 7               | 55.84           | 6               | 111.51          |
| 7    | Valentina Marchei      | Italie     | 156.79 | 4               | 59.25           | 7               | 97.54           |
| 8    | Viktoria Helgesson     | Suède      | 152.34 | 5               | 58.80           | 8               | 93.54           |
| 9    | Elene Gedevanishvili   | Géorgie    | 149.44 | 6               | 56.68           | 9               | 92.76           |
| 10   | Caroline Zhang         | États-Unis | 110.12 | 10              | 45.76           | 10              | 64.36           |

### Couples

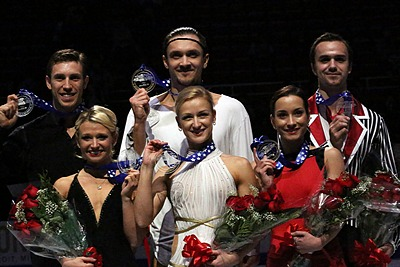
Podium des couples artistiques

| Rang | Nom                                     | Pays       | Points | Programme court | Programme court | Programme libre | Programme libre |
| ---- | --------------------------------------- | ---------- | ------ | --------------- | --------------- | --------------- | --------------- |
| 1    | Tatiana Volosozhar / Maksim Trankov     | Russie     | 237.71 | 1               | 83.05           | 1               | 154.66          |
| 2    | Kirsten Moore-Towers / Dylan Moscovitch | Canada     | 208.45 | 2               | 71.51           | 2               | 136.94          |
| 3    | Ksenia Stolbova / Fedor Klimov          | Russie     | 187.35 | 3               | 64.80           | 3               | 122.55          |
| 4    | Caydee Denney / John Coughlin           | États-Unis | 182.43 | 6               | 62.06           | 4               | 120.37          |
| 5    | Stefania Berton / Ondřej Hotárek        | Italie     | 180.27 | 4               | 63.85           | 5               | 116.42          |
| 6    | Marissa Castelli / Simon Shnapir        | États-Unis | 177.11 | 5               | 62.56           | 6               | 114.55          |
| 7    | Felicia Zhang / Nathan Bartholomay      | États-Unis | 168.42 | 7               | 55.83           | 7               | 112.59          |
| 8    | Margaret Purdy / Michael Marinaro       | Canada     | 146.28 | 8               | 50.26           | 8               | 96.02           |

### Danse sur glace

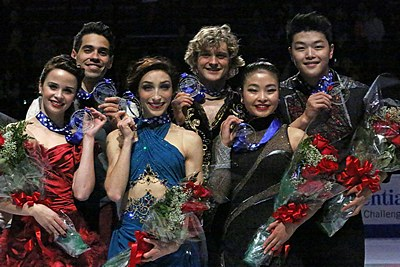
Podium de la danse sur glace

| Rang | Nom                                   | Pays        | Points | Danse courte | Danse courte | Danse libre | Danse libre |
| ---- | ------------------------------------- | ----------- | ------ | ------------ | ------------ | ----------- | ----------- |
| 1    | Meryl Davis / Charlie White           | États-Unis  | 188.23 | 1            | 75.70        | 1           | 112.53      |
| 2    | Anna Cappellini / Luca Lanotte        | Italie      | 168.49 | 2            | 69.88        | 2           | 98.61       |
| 3    | Maia Shibutani / Alex Shibutani       | États-Unis  | 154.47 | 3            | 61.26        | 3           | 93.21       |
| 4    | Madison Hubbell / Zachary Donohue     | États-Unis  | 152.98 | 4            | 60.71        | 4           | 92.27       |
| 5    | Cathy Reed / Chris Reed               | Japon       | 136.13 | 6            | 54.28        | 5           | 81.85       |
| 6    | Pernelle Carron / Lloyd Jones         | France      | 135.70 | 7            | 54.10        | 6           | 81.60       |
| 7    | Isabella Tobias / Deividas Stagniunas | Lituanie    | 134.67 | 8            | 53.17        | 7           | 81.50       |
| 8    | Julia Zlobina / Alexei Sitnikov       | Azerbaïdjan | 133.76 | 5            | 54.53        | 8           | 79.23       |

## Sources
- Résultats du Skate America 2013 sur le site de l'ISU
- Patinage Magazine N°137 (Janvier/Février 2014)